# Sony Alpha 300

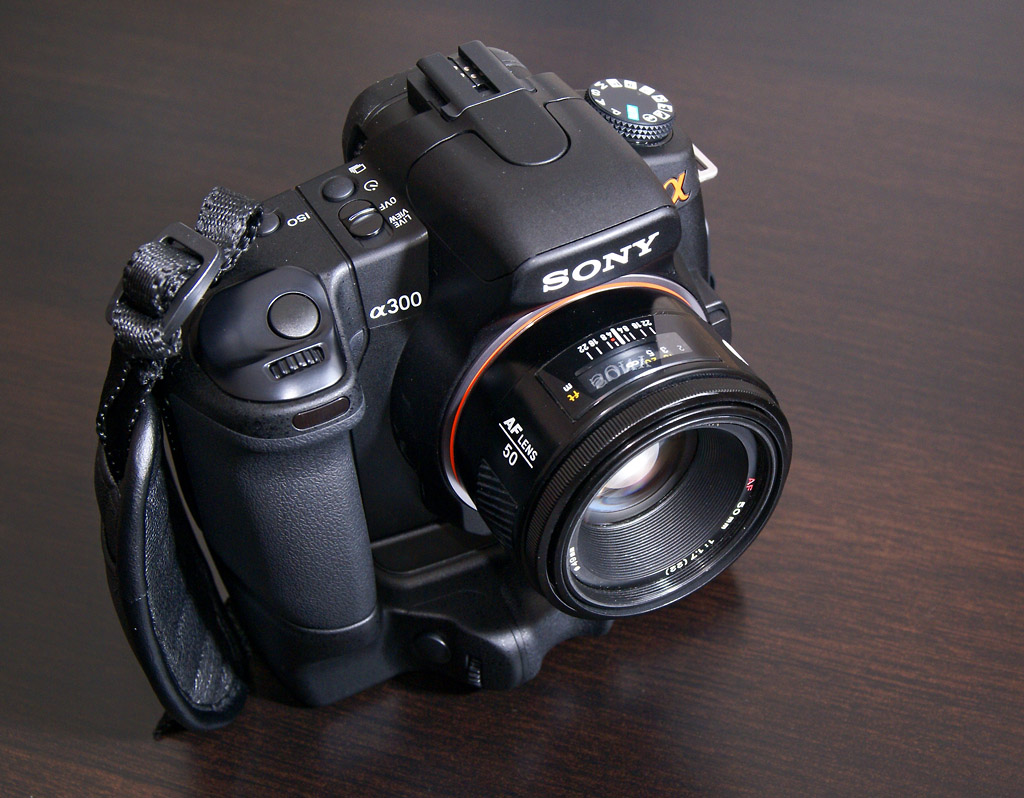
Sony Alpha 300 mit Batteriegriff

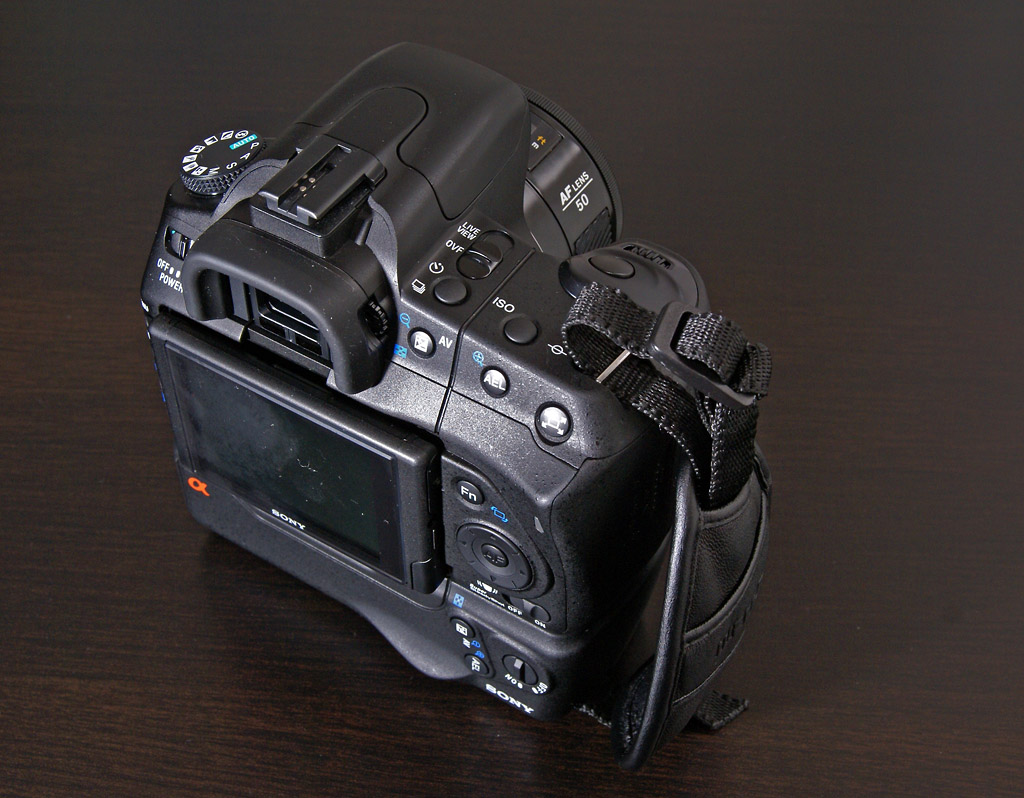
Sony Alpha 300 mit Batteriegriff

Die Sony α300 (DSLR-A300) ist eine digitale Spiegelreflexkamera aus der {\displaystyle \alpha }-Reihe von Sony, die im April 2008 eingeführt wurde. Die α300 ist neben der Sony α350 (mit der sie bis auf den Bildsensor und alle damit zusammenhängenden Funktionen und Eigenschaften baugleich ist) die erste digitale Spiegelreflexkamera von Sony mit Live-View (Bildvorschau) über das rückseitige Display. Im Sucher befindet sich über der Austrittspupille ein kleiner Bildsensor, der das Livebild für das Display erzeugt. Somit wird der eigentliche Aufnahmesensor nicht aktiviert und der Spiegel nicht hochgeklappt, was dem Rauschen und der Autofocus-Geschwindigkeit zugutekommt.
Die Alpha 300 verfügt wie die Alpha 100 und 200 über einen CCD-Sensor mit effektiv 10,2 Mio. Pixeln.

## Die technischen Merkmale in der Übersicht
- Ca. 10,8 (10,2 effektiv) Megapixel Interlace Scan Primary Color Bildsensor der Größe 23,6 mm × 15,8 mm (entspricht APS-C)[1]
- LiveView mit Belichtungsvorschau über klappbares Display
- Die verbesserte kameraeigene Bildstabilisierung Super Steady Shot
- Eye-Start
- Eingebauter Dynamikbereichs-Optimierer (Dynamic Range Optimizer)
- Verbesserte Sensorreinigungsfunktion zum Schutz vor Verunreinigungen des Bildsensors
- Optionaler Batteriegriff erhältlich